# Lomographa astigma
Lomographa astigma là một loài bướm đêm trong họ Geometridae.